# アリシア/シグナル
「アリシア/シグナル」は、ClariSの21枚目のシングル。2020年3月4日にSACRA MUSICから発売された。

## 概要
前作「CheerS」から約1年6か月ぶりのリリースとなる。ClariSとしては初のダブルAサイドシングルで、表題曲の「アリシア」はテレビアニメ『マギアレコード 魔法少女まどか☆マギカ外伝』のエンディングテーマとして、「シグナル」は同作品の原作ゲーム第2部「集結の百禍編」のイメージソングとして起用された。「シグナル」は2019年8月14日に配信リリースされており、本シングルが初のCD収録となる。「アリシア」も2020年2月9日に先行配信が行われている。
販売形態は初回生産限定盤（VVCL-1610/1）・通常盤（VVCL-1612）・期間生産限定盤（VVCL-1613/4）の3種。初回生産限定盤にはClariS自ら初めて声優として演じるオリジナルストーリーを収録したドラマCD第1弾を同梱。期間生産限定盤にはテレビアニメ『マギアレコード 魔法少女まどか☆マギカ外伝』のノンクレジットエンディング映像を収録したDVDを同梱。初回生産限定盤と通常盤は表題曲のインストゥルメンタルを収録、期間生産限定盤はインストゥルメンタルの代わりに「アリシア」はテレビサイズミックスを、「シグナル」はゲームサイズミックスを収録。期間生産限定盤のパッケージは、『マギアレコード 魔法少女まどか☆マギカ外伝』の主人公・環いろはとその妹ういが描かれた描き下ろしイラストによるデジパック仕様となっている。

## シングル収録内容

### 初回生産限定盤・通常盤
| 全編曲: 湯浅篤。 |                            |                   |                   |       |
| #                | タイトル                   | 作詞              | 作曲              | 時間  |
| 1.               | 「アリシア」               | 毛蟹（LIVE LAB.） | 毛蟹（LIVE LAB.） | 3:50  |
| 2.               | 「シグナル」               | 磯谷佳江          | 小野貴光          | 3:44  |
| 3.               | 「ユニゾン」               | ClariS            | 宮永治郎          | 3:29  |
| 4.               | 「アリシア」(Instrumental) |                   |                   | 3:50  |
| 5.               | 「シグナル」(Instrumental) |                   |                   | 3:43  |
| 合計時間:        | 合計時間:                  | 合計時間:         | 合計時間:         | 18:36 |

| #  | タイトル                                                                          | 作詞 | 作曲・編曲 | 時間  |
| -- | --------------------------------------------------------------------------------- | ---- | ---------- | ----- |
| 1. | 「ClariS 10th year StartinG 仮面（ペルソナ）の塔 - #1 エンカウンター (出会い) -」 |      |            | 22:20 |

### 期間生産限定盤
| #         | タイトル               | 作詞  | 作曲・編曲 | 時間 |
| --------- | ---------------------- | ----- | ---------- | ---- |
| 1.        | 「アリシア」           |       |            | 3:50 |
| 2.        | 「シグナル」           |       |            | 3:44 |
| 3.        | 「ユニゾン」           |       |            | 3:29 |
| 4.        | 「アリシア」(TV MIX)   |       |            | 1:33 |
| 5.        | 「シグナル」(GAME MIX) |       |            | 1:32 |
| 合計時間: | 合計時間:              | 14:08 |            |      |

| #  | タイトル                                                                                   | 作詞 | 作曲・編曲 |
| -- | ------------------------------------------------------------------------------------------ | ---- | ---------- |
| 1. | 「TVアニメ『マギアレコード 魔法少女まどか☆マギカ外伝』ノンクレジットエンディングムービー」 |      |            |